# Prima pagina (film)
Prima pagina (The Front Page) è un film del 1974 diretto da Billy Wilder.
Il soggetto del film, una commedia sul mondo del giornalismo, è tratto dall'omonima opera teatrale del 1928 di Ben Hecht e Charles MacArthur, di cui erano già state realizzate due trasposizioni cinematografiche: The Front Page di Lewis Milestone nel 1931 e La signora del venerdì di Howard Hawks nel 1940. Anche Cambio marito del 1987 riprende lo stesso soggetto.

## Trama
Chicago, 6 giugno 1929. I giornalisti dei principali quotidiani soggiornano nella sala stampa della Corte Criminale in attesa dell'esecuzione di Earl Williams, condannato all'impiccagione per l'uccisione di un poliziotto di colore, ma, in realtà, per il fatto di appartenere alla "Friends of American Liberty", organizzazione anarchica.
Tra loro dovrebbe esserci anche Hildy Johnson del Chicago Examiner, che però ha deciso di sposarsi e trasferirsi a Filadelfia dove si dedicherà alla pubblicità. Il suo direttore Walter Burns, visti inutili i tentativi di fermare il suo dipendente, cerca di stuzzicarne l'orgoglio sostituendolo con un giovane e sprovveduto collega.
Il condannato, dopo la sua ultima cena, approfittando dell'interrogatorio dello psicanalista Eggelhofer, sfugge allo sceriffo Peter Hartman ed evade. Cercato invano per tutta la città, in realtà è rimasto nascosto all'interno dell'edificio, finendo col ritrovarsi nella sala stampa dove è rimasto il solo Hildy, di passaggio per dare l'addio ai colleghi. La situazione inaspettatamente favorevole induce il giornalista a nascondere l'uomo e convocare subito il suo direttore per fare un ultimo scoop.
Scoperti però dai colleghi e dallo sceriffo, Johnson e Burns vengono arrestati. Nella cella incontrano il funzionario del governatore dell'Illinois che aveva consegnato in precedenza una sospensione dell'esecuzione a sindaco e sceriffo, che per speculazione elettorale l'avevano respinta tramite un cavillo. Sbugiardato, il sindaco libera i due e su richiesta di Burns ritarda la partenza del treno per Filadelfia con la sposa promessa che ha ormai rinunciato al matrimonio. I due raggiungono la stazione su un cellulare della polizia a sirene spiegate e Burns saluta con affetto il suo miglior giornalista fingendo di rassegnarsi alla perdita, ma ha già in mente un piano per riaverlo con sé.

## Produzione
Benché per principio Wilder fosse contrario ai remake, in questo caso fece un'eccezione accettando di dirigere un film il cui soggetto era già stato utilizzato da due lungometraggi di grande successo. Inoltre, quando si era già alla seconda stesura della sceneggiatura, Wilder preferì ripartire da capo, abbandonando l'idea di trasporre le vicende al presente, ritenendo di fondamentale importanza il peso che la carta stampata effettivamente aveva nel 1929 e non più negli anni settanta. Wilder comunque non fu soddisfatto del risultato finale, inserendo il film tra quelli che "non gli piacevano". Carol Burnett fu estremamente scontenta della propria prestazione (la critica fu pressoché unanime nel giudizio negativo), tanto che una volta, trovandosi a bordo di un aereo nel quale si proiettava il film, al termine della proiezione si alzò in piedi e si scusò con i passeggeri.

## Riconoscimenti
- 1975 − Golden Globe
  - Candidatura al miglior film commedia o musicale
  - Candidatura al miglior attore in un film commedia o musicale a Jack Lemmon
  - Candidatura al miglior attore in un film commedia o musicale a Walter Matthau
- 1975 − David di Donatello
  - Miglior regista straniero a Billy Wilder
  - Miglior attore straniero a Walter Matthau e Jack Lemmon
- 1975 − Semana Internacional de Cine de Valladolid
  - Premio speciale della giuria
- 1975 − WGA Award
  - Candidatura alla miglior sceneggiatura non originale a Billy Wilder e I. A. L. Diamond